# Château à l’Étoc
Château à L’Étoc ist die Ruine eines viktorianischen Küstenforts an der Nordspitze der Kanalinsel Alderney. Es wurde auf einer Landzunge errichtet und 1855 fertiggestellt.
Das Fort war für die Aufnahme von 23 Kanonen und eine Garnison von 128 Mann ausgelegt. Es sollte als Schutz für den östlichen Arm eines Wellenbrechers dienen, der allerdings nie gebaut wurde. Château à L’Etoc wurde auf einer steinzeitlichen Grabstätte errichtet und ein Archäologe aus Guernsey war erbost über die Art, wie die Bauarbeiter Knochen und Artefakte einfach über die Klippen ins Meer warfen.